# パリ:大都会の歌
夜曲《パリ、大都会の歌（英: Paris, A Night Piece: The Song of a Great City）》は、フレデリック・ディーリアスが1899年から1900年にかけて作曲した管弦楽のための夜想曲。

## 概要
初演は1901年、ドイツのエルバーフェルト(現ヴッパータール)において、この曲の献呈先であるハンス・ハイムによって行われた。イギリス初演は1908年1月11日、リバプールでトーマス・ビーチャムの指揮で行われている。楽譜の初版は1909年にライプツィヒから出されている。決定版の総譜は、エリック・フェンビーとノーマン・デル・マーによる編集作業を経てビーチャムの校訂を加味したものが1980年代終盤に出版された。
曲はディーリアスがパリに居住していた頃の記憶を下敷きにしているが、内容はパリついての描写的な音楽というよりも、むしろパリについての作曲者自身の印象が表現されている。フィリップ・ヘセルティン（Philip Heseltine）はその質について以下のように語っている。
ディーリアスにとってパリとは、アリの巣を遠くから研究する昆虫学ように、様々な人生の営みを客観的に研究する対象としての単なるフランスの一都市ではなく、彼自身の魂の一部なのである
ディーリアスはパリに特別な愛着を抱いていた。彼は1888年から19世紀の終わりにかけてパリに住み、1896年にはその地で将来の伴侶に出会っている。そして1899年にこの曲を作曲したのである。

## 演奏時間
約22分

## 楽器編成
フルート3（ピッコロ持ち替え）、オーボエ3、イングリッシュホルン1、クラリネット3、バスクラリネット1、ファゴット3、コントラファゴット1、ホルン6、トランペット3、テナートロンボーン3、テューバ1、ハープ2、ティンパニ2、大太鼓、シンバル、グロッケンシュピール、カスタネット、トライアングル、タンバリン、弦五部

## 楽曲構成
この曲のスケッチに、ディーリアスは「不思議な街」、「喜びの街」、「ゲイの音楽と踊り」などの印象を書き入れている。これらの印象は音楽の中に、時に繊細で時に大胆な筆致により描かれている。緩やかな曲の開始は「不思議な街」の印象を反映したものである。続く部分はパリの人びとの急展開に満ちた夜の情景であるが、これは愛の営みを示すと思われる豪華で美しいパッセージによって遮られる。再びカフェとミュージック・ホールからの音楽が聞こえ始め、やがてゆっくりとした夜明けと新しい一日の始まりで目覚めた街路の音が聞こえてくる。夜の終わりと共に曲は幕を閉じる。全体としては緩やかなオーボエの旋律に終始する作品で、街路の物売りの声によってオーボエの旋律が途中で何度か区切られている。

## 評価
バイロン・アダムスは、この曲の形式に対して、リヒャルト・シュトラウスからの影響を指摘している。
アンソニー・ペインは「パリ」の入り混じった性格を次のように表現している。この曲が「初期の終わりを告げるもので、次に訪れる瞑想的美しさを持つ時期への推移を予感させて」おり、またディーリアスのその時期までの「最良の作品」であるが、同時に曲には「彼の傑作にみられるような熱烈な取り組み具合」が見られない。対照的に、ヒューバート・フォス（Hubert Foss）はこの曲をディーリアスの「後期傑作群の最初の一曲」に位置づけている。